# Evenementen in Arnhem
De stad Arnhem kent naast grote, eenmalige evenementen, ook een aantal terugkerende lokale evenementen en herdenkingen.

## Airborne Herdenking
Tijdens de jaarlijkse herdenking, met een internationaal karakter, bij het monument op het Airborneplein worden alle geallieerden herdacht, die gesneuveld zijn bij hun pogingen om de brug over de Rijn (de John Frost brug) te veroveren en te behouden in de periode 17 – 26 september 1944. Na de officiële herdenking op het Airborneplein, vindt The Bridge to Liberation plaats bij de John Frostbrug. Duizenden mensen worden meegenomen in het verhaal van de Slag om Arnhem met beeld en muziek van Het Gelders Orkest en bekende Nederlandse artiesten. Na afloop van The Bridge to Liberation vindt het Airborne Festival plaats op de Korenmarkt. Op de Korenmarkt verschijnt een groot podium, waar diverse optredens te zien zijn. De activiteiten worden traditioneel afgesloten met de speciale Airborne-wedstrijd van Vitesse, waarbij de supporters en de club de veteranen eren. Oud-strijders worden uitgenodigd om de wedstrijd te bekijken en voorafgaand aan het duel volgen sfeeracties met doeken en vlaggen; in de rust treden doedelzakspelers op. Zoals inmiddels traditie is, spelen de spelers van Vitesse tevens in een aangepast tenue in Airborne-stijl.

## Harley Davidson Dag
Jaarlijks wordt op da dag na Hemelvaartsdag de Harley Davidson Dag georganiseerd door de Harley Davidson Club Nederland regio Oost in samenwerking met VVV Arnhem Plus. De editie 2011 ging op last van de gemeente Arnhem niet door. Er waren aanwijzingen dat rivaliserende motorclubs met elkaar op de vuist zouden gaan.

## Free Your Mind Festival
Sinds 2004 wordt in Arnhem jaarlijks het Free Your Mind Festival georganiseerd. Dit evenement in de Stadsblokken is vooral populair onder jongeren. De locatie van het festival is ook uniek: het festival vindt plaats op de grond waar aan het einde van de Tweede Wereldoorlog de Slag om Arnhem werd uitgevochten. Vele dj's treden op, verdeeld over meerdere tenten en podia. Behalve dj's zijn ook andere artiesten vertegenwoordigd, die meerdere stijlen ten tonele brengen: onder meer techno, club, minimal, house, electro, progressive. Ieder jaar is er een actie waarmee VIP-kaartjes te winnen zijn. Zo bestond de actie in 2006 uit het meebrengen van een stuk grasmat. Van alle stukken grasmat die werden meegenomen door de bezoekers, werd een groot grasveld gemaakt. Hierop werden vervolgens penalty shoot-outs georganiseerd waar ook prijzen te winnen waren.

## Dancetour
Dancetour is een gratis dance-evenement dat jaarlijks in Arnhem en meerdere Nederlandse steden wordt georganiseerd. Dancetour wordt georganiseerd door BOD Events in opdracht van Stichting Dancetour, doorgaans op een feestdag of zondag. Rondom de Dancetour evenementen worden allerlei jongerenparticipatieprojecten georganiseerd als een dj-contest in de stad onder regionaal talent. De winnaar van deze wedstrijd wint een plek op Dancetour.

## Airborne Freedom Run
De Airborne Freedom Run is hét hardloopevenement van Arnhem. Deze loop wordt ieder jaar in een weekend halverwege september gehouden, een week na de Airborne Wandeltocht. De Airborne Freedom Run bestaat sinds 2023 en is de opvolger van de 'Bridge to Bridge Loop', die ruim 30 jaar georganiseerd werd, en staat net als deze loop in het teken van het herdenken van Operatie Market Garden in 1944. Bij de Airborne Freedom Run zijn er verschillende afstanden om uit te kiezen, een 5 km en 10 km op de weg en drie verschillende trailrun afstanden, waarvan de langste afstand de 45 km is. De parcoursen voeren de deelnemers langs belangrijke plekken van de Slag om Arnhem.

## Koningsdag
Arnhem behoort tot de populairste steden van Nederland voor Koningsdag-festiviteiten. Om de drukte in de stad te verminderen, worden er evenementen op diverse locaties in het centrum, zoals de Korenmarkt, Jansplaats en op de Grote Markt georganiseerd.

## ArnhemProeft!
ArnhemProeft! is een culinair smaakfestival in het Musis Park. Op het evenement presenteren ongeveer 30 keukens, uit de Arnhemse horeca, de mooiste en lekkerste gerechten en de hipste drankjes. Tevens worden er talloze optredens gegeven.

## Hommelsemarkt
Jaarlijks wordt op Hemelvaartsdag sinds 1987 aan de Hommelstraat en de Hommelseweg een grote markt gehouden. Met een lengte van 2 kilometer telt de markt meer dan 400 kraampjes en trekt jaarlijks zo'n 60.000 bezoekers.

## Arnhem Mode Biënnale
De Arnhem Mode Biënnale wordt gehouden in juni.

## Sinterklaasintocht
Jaarlijks komt Sinterklaas in november met de boot aan bij de Rijnkade, ter hoogte van het Provinciehuis. Hierna volgt een intocht door de stad.

## Oogstfeest Elden
In Elden, rond de Eldense molen, wordt in augustus jaarlijks het oogstfeest gehouden.

## Taptoe: Arnhem Tattoo
De NATO Taptoe in Arnhem werd tussen 1958 en eind jaren 60 jaarlijks gehouden op het plein voor het Gelderse provinciehuis. In 2015 werd bekend dat dit evenement na 46 jaar zal terugkomen, het zal in juli 2016 bij de Rijnhal plaatsvinden.

## Sonsbeek Theater Avenue
Tijdens het jaarlijkse Sonsbeek Theater Avenue in augustus bij de Witte Villa in Park Sonsbeek worden meer dan 50 voorstellingen van elke mogelijke theatervorm gegeven: circus, muziek, strips, tango, dans en cabaret.

## Westerveld Fair
De Eldense Dorpsvereniging organiseert jaarlijks een evenement om Park Westerveld onder de aandacht te brengen van een breder publiek.

## Hoogte80 Festival
Vier dagen lang muziek, theater, literatuur, eten en drinken in het park Hoogte 80.

## Voorjaars- Kermis
Jaarlijks staat er in het voorjaar een kermis op de Grote Markt.

## Winterfestijn Arnhem
Winterfestijn Arnhem is een jaarlijks winterevenement in het centrum van Arnhem. Het evenement biedt naast de kerstmarkt en de kleinschaliger opgezette winterkermis op het Gele Rijders Plein ook diverse activiteiten in verschillende delen van de binnenstad, met onder meer het Nederlands kampioenschap Icecarving, een ijsbaan, straattheater en muziek, en een stamppottentour.

## World Living Statues Festival
Het World Living Statues festival (eerder bekend als het Rijnfestijn) is een jaarlijks terugkerend tweedaags evenement, meestal in augustus, met als hoogtepunt het wereldkampioenschap Living Statues. Daarnaast is er muziek en entertainment, een zomerkermis, een vlootschouw van historische schepen en vuurwerk aan de Rijnkade.

## Sprookjesfestival
Het Sprookjesfestival is een jaarlijkse terugkerend negendaagse evenement tijdens de herfstvakantie, dat in het teken staat van sprookjes. Op 40 verschillende locaties in Arnhem zijn er diverse sprookjesachtige  activiteiten.

## De Nijmeegse Vierdaagse door Elden
De 50 kilometer-route op de eerste dag van de Nijmeegse Vierdaagse loopt jaarlijks door de wijk Elden.

## Nacht van de Vluchteling
Een sinds 2016 jaarlijkse terugkerende lange sponsorwandeling van Nijmegen naar Arnhem, die in het teken staat van vluchtelingen en ontheemden, in de maand juni ter gelegenheid van Wereldvluchtelingendag, tegelijkertijd met een soortgelijk evenement tussen Rotterdam en Den Haag. In navolging van deze twee evenementen worden sindsdien ook elders in Nederland tegelijkertijd dergelijke nachtwandelingen georganiseerd.

## Ome Joop's Tour
Ome Joop's Tour is de jaarlijkse Arnhemse jeugdronde door Nederland, een fietstour van tien dagen voor jongens en meisjes in de leeftijd vanaf 10 jaar. Voorwaarde is dat het kind nog op de basisschool zit en verder geen vakantiemogelijkheid heeft. Er wordt geen onderscheid gemaakt ten aanzien van afkomst, godsdienst, nationaliteit, of anderszins. Naast de gezelligheid wordt ook aan wedstrijdjes gedaan: sprints, heel langzaam fietsen en behendigheidsritten. Hiermee zijn - net als in de Tour de France - truien te verdienen. Kinderen in het bezit van een Arnhem Card zijn gegarandeerd van deelname.

## UITboulevard
De UITboulevard is een jaarlijks evenement in Arnhem in het eerste weekeinde van september. Het kondigt de start van een nieuw cultureel seizoen aan. De UITboulebard bestaat uit een grootschalige publieksmanifestatie in de Binnenstad van Arnhem. Theatergezelschappen, orkesten, ensembles, theaters, cabaretiers, impresariaten, musea, jazz-, wereldmuziek- en popartiesten presenteren zichzelf met nieuwe programma's en tentoonstellingen op verschillende locaties

## Arnhem-Veenendaal Classic
Sinds 2014 start de wielerwedstrijd Arnhem-Veenendaal Classic jaarlijks in Arnhem. De wedstrijd maakte deel uit van de UCI Europe Tour, in de categorie 1.1.

## Evenementen in GelreDome
GelreDome richt zich met name op concerten en evenementen, maar ook op vergaderingen en congressen. In het jaar 2008-2009 ontving GelreDome ruim 1,1 miljoen bezoekers. Met rond de 782.000 evenementbezoekers was GelreDome in het boekjaar 2008-2009 de best bezochte evenementenlocatie van Nederland. Op 8 en 11 maart 2012 werd een nieuw bezoekersrecord van 40.000 gevestigd.
Voor concerten wordt het veld naar buiten geschoven, waarna er plaats is voor circa 34.000 bezoekers bij een "endstage" en 30.000 bij een podium "in the round" (podium in het midden van de zaal). Daarnaast vindt een aantal jaarlijks terugkerende muziekevenementen plaats, zoals de EO-Jongerendag (begin juni), hardstyle-evenementen Hard Bass (begin februari) en Qlimax (eind november), het Giga Piratenfestijn (elke vierde week in december), André Rieu (derde weekend van december) en Night of the Proms (tweede weekend van november).
In 2019 won Duncan Laurence het Eurovisiesongfestival. Door de winst is Nederland in 2020 het gastland waar het grootse liedjesspektakel wordt gehouden. Direct na de finale maakte Arnhem bekend het Eurovisiesongfestival samen met GelreDome te willen organiseren. Op 3 juli 2019 werd bekend dat de Arnhemse gemeenteraad zich officieel achter de kandidatuur van Arnhem schaarde. Vitesse stemde ook onder bepaalde voorwaarden mee om drie thuiswedstrijden af te werken in een tijdelijk onderkomen naast GelreDome. Achter het stadion zouden twee noodtribunes, voor ongeveer 15.000 supporters, moesten verrijzen. De steden Rotterdam, Utrecht, Den Bosch en Maastricht meldden zich ook officieel aan bij de organisatie om het Eurovisiesongfestival te organiseren. Geïnteresseerde steden hadden tot 10 juli 2019 om een bidbook in te dienen, waarna de organisatie samen met de EBU de steden zal bezoeken. Hierbij werd gelet op de locatie, de capaciteit en technische faciliteiten, accommodatie, infrastructuur en bereikbaarheid. Op 16 juli viel Arnhem met Den Bosch en Utrecht af als potentiële gaststad. In financieel opzicht kon het budget van Arnhem niet tippen aan Rotterdam en Maastricht.
Van 2006 t/m 2013 vond ook Symphonica in Rosso plaats in het Gelredome. Dit evenement verhuisde daarna naar de Ziggo Dome in Amsterdam.

## Evenementen in het verleden

### Ernem Zweet
Ernem Zweet was een jaarlijkse talentenjacht. Het evenement beleefde zes edities van 2003 tot en met 2007.

### Papendal Games
Tussen 1975 en 2008 werden op het Nationaal Sportcentrum Papendal, in de bossen aan de rand van Arnhem, de Papendal Games georganiseerd. Samen met de Fanny Blankers-Koen Games en het NK Atletiek behoorden de Papendal Games tot de grootste atletiekwedstrijden van Nederland. De wedstrijd is van oudsher al een van de laatste mogelijkheden voor Nederlandse atleten om zich te kwalificeren voor grote internationale toernooien. Dit zorgde dan ook ieder jaar voor een groot deelnemersveld. De Papendal Games werden voor het laatst in 2008 georganiseerd; de organisatie slaagde er sindsdien niet meer in om voldoende sponsors te vinden om het grote atletiekevenement in Arnhem mogelijk te maken.

### Paralympische Zomerspelen 1980
Nadat de Sovjet-Unie afzag van het organiseren van de Olympische Spelen voor gehandicapten, werd Arnhem in 1980 de gastheer van de zesde Paralympische Spelen op Papendal.

### Europees kampioenschap voetbal 2000
In 2000 vonden er in het GelreDome 3 wedstrijden plaats in het kader van het Europees kampioenschap: op 11 juni won Italië met 2-1 van Turkije, op 17 juni versloeg Portugal Roemenië met 2-1, en op 21 juni kwamen Slovenië en Noorwegen niet verder dan 0-0. Al deze wedstrijden vonden plaats in de poulefase.

### Europees kampioenschap voetbal onder 21
In juni 2007 werden in GelreDome 4 wedstrijden gespeeld tijdens het EK voetbal onder 21, te weten de poulewedstrijden Tsjechië - Engeland, Engeland - Italië en Italië - Tsjechië, en een van de halve finales van het toernooi: op 20 juni versloeg Servië België met 2-0.

### Europees kampioenschap volleybal vrouwen
In 1995 wint Nederland het EK volleybal voor vrouwen wat plaatsvond in de Rijnhal.

### Giro d'Italia
In 2016 startte de Giro d'Italia in Gelderland. Er voerden 3 etappes van de Giro door Gelderland. De eerste was in Apeldoorn en etappe 2 en 3 voerden van Arnhem naar Nijmegen en vice versa. Beide hadden een lengte van zo'n 190 kilometer.

### Internationale Filmfestival
Het Rembrandt Theater was van 1955 tot 1983 het centrum van het internationale Filmfestival.

### Rio aan de Rijn
Sinds 2001 werd er in Arnhem onder de naam Rio aan de Rijn elk derde weekend van augustus een groot driedaags zomercarnaval gehouden dat tienduizenden bezoekers trok. Op de negende editie van het festival in 2010 werd er een moord gepleegd. Op een eerdere editie was er al een grote vechtpartij uitgebroken. De vereiste kosten voor toekomstige beveiliging werden te hoog geacht waardoor het evenement ten einde kwam.

### World Liberty Concert
Het World Liberty Concert was een groots concert ter ere van de vijftigste viering van de bevrijding van Europa. Het concert vond plaats op 8 mei 1995 bij de John Frostbrug. Optredende artiesten waren onder meer Alan Parsons, Cyndi Lauper, Joe Cocker, UB40, Candy Dulfer en René Froger. Het is het grootste herdenkingsconcert ooit gehouden in Nederland.